# Chytonix parvimacula
Chytonix parvimacula là một loài bướm đêm trong họ Noctuidae.